# Martinet tigrat de Nova Guinea
El martinet tigrat de Nova Guinea (Zonerodius heliosylus) és una espècie d'ocell de la família dels ardèids (Ardeidae), únic del gènere Zonerodius. Molt relacionat amb els agrons tigrats de Sud-amèrica. Habita les zones humides de la selva, a les terres baixes de Nova Guinea i illes Aru i Salawati, fent moviments estacionals.

Àrea de distribució de Zonerodius heliosylus

Aquest agró fa una alçada d'uns 70 cm, és de color general marró amb fines vires grogues. Cap negre, amb un bec relativament llarg. Iris groc. Plomes allargades a la part anterior del pit cobreixen l'abdomen. Les potes són de color groc llimona.
S'alimenta de crancs i altres crustacis, escarabats d'aigua, petits peixos, llangardaixos i serps. Adapta l'època de cria a la temporada de pluges.